# Stranddvärgblomfluga
Stranddvärgblomfluga (Neoascia podagrica) är en tvåvingeart som först beskrevs av Fabricius 1775.  Stranddvärgblomfluga ingår i släktet dvärgblomflugor, och familjen blomflugor.
Artens utbredningsområde är Danmark. Arten är reproducerande i Sverige. Inga underarter finns listade i Catalogue of Life.

## Bildgalleri

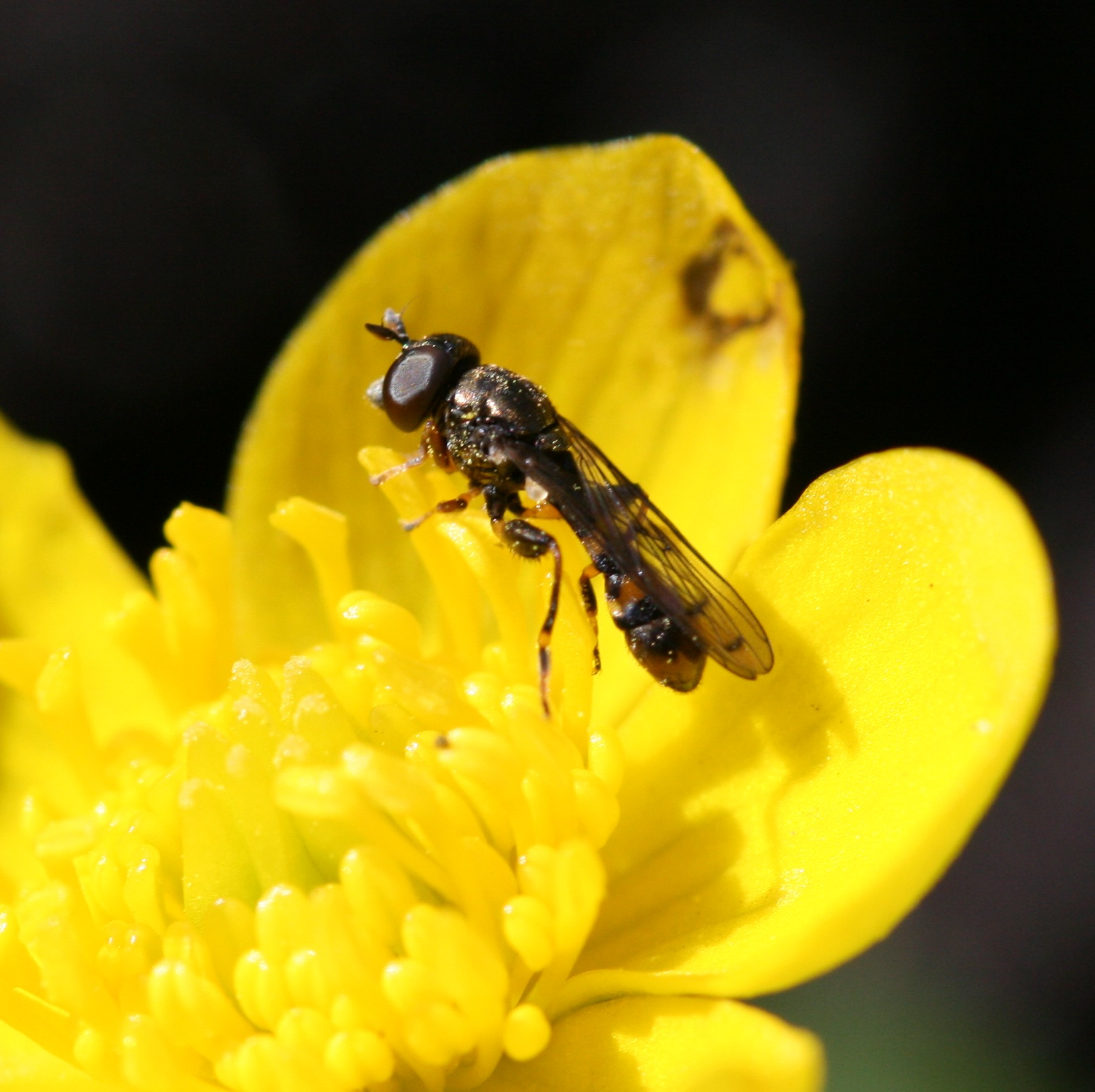
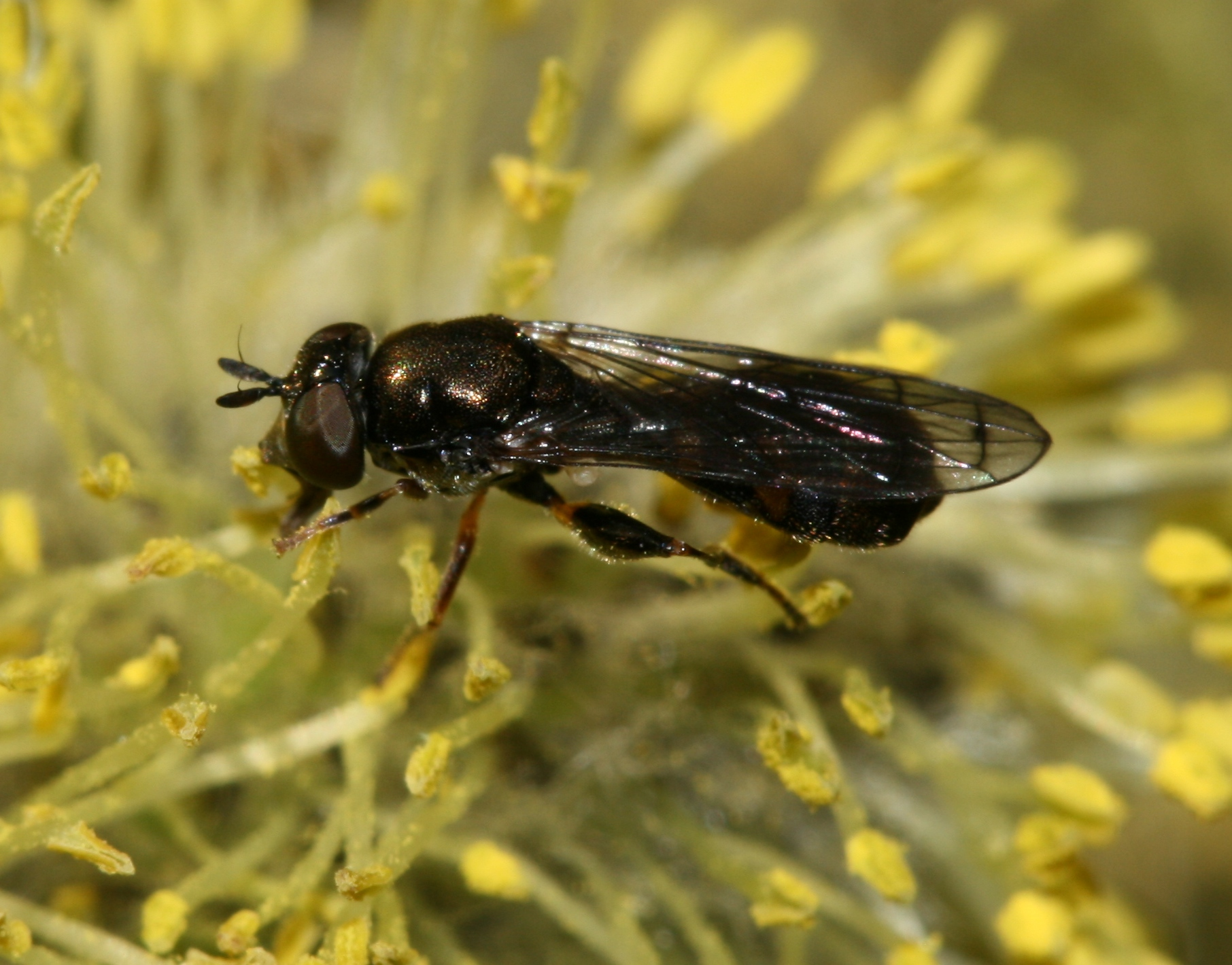
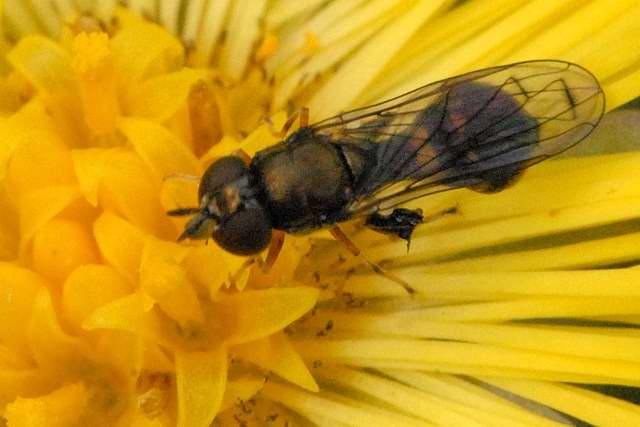
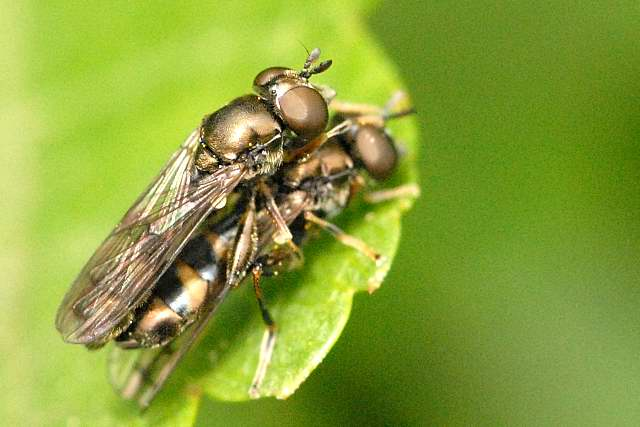